# Julia Halina Piwońska
Julia Halina Piwońska z d. Kowalska, ps. „Henryka” (ur. 22 maja 1898 w Warszawie, zm. 8 grudnia 1974 tamże) – działaczka niepodległościowa, służyła w Polskiej Organizacji Wojskowej (POW), oficer Wojska Polskiego.

## Życiorys
Wychowała się w rodzinie nadzwyczaj patriotycznej. Ojciec, Franciszek Beniamin Kowalski (1869–1941), pochowany na cmentarzu Powązkowskim, był znanym lekarzem społecznikiem na warszawskiej Woli. Matka, Natalia Apolonia Kowalska z d. Olszewska (1870–1944) od pewnego czasu mieszkała w Krakowie i była zaangażowana w działalność niepodległościową. Julia Halina wraz z siostrą Ireną uczęszczały na pensję Jadwigi Kowalczykówny i Jadwigi Jawurkówny w Warszawie przy ul. Wiejskiej 5. W 1916 Julia Piwońska zdała w Krakowie maturę i w latach 1916–1918 studiowała na Wydziale Filozoficznym Uniwersytetu Jagiellońskiego. W tym czasie związała się z ruchem niepodległościowym, m.in. pełniąc w 1918 funkcję komendantki miejscowego Oddziału Żeńskiego Polskiej Organizacji Wojskowej (POW) a następnie pracowała w Komendzie Naczelnej tej organizacji. W tymże roku powróciła do Warszawy i po wstąpieniu do Ochotniczej Legii Kobiet (OLK), wzięła udział w walkach o Lwów i Wilno. W latach 1919–1920 kontynuowała studia na Wydziale Filozoficznym Uniwersytetu Jagiellońskiego. 
Wzięła też udział w 1920 w wojnie polsko-sowieckiej. Ranna w bitwie pod Krzywczycami na przedmieściu Lwowa, została awansowana do stopnia porucznika OLK.
W 1921 przeszła doszkolenie w Szkole Podchorążych Rezerwy Piechoty w Warszawie, w 1922 zweryfikowano jej stopień wojskowy, działała w Organizacji Przysposobienia Wojskowego Kobiet (OPWK). Następnie pełniła służbę w Referacie Przysposobienia Rezerw Kobiecych Wydziału Przysposobienia Rezerw w Oddziale III Sztabu Generalnego WP (do 1924), była zatrudniona w Państwowym Monopolu Spirytusowym (do 1928), ponownie pełniła służbę wojskową w 3 Okręgowym Urzędzie Wychowania Fizycznego i Przysposobienia Wojskowego przy Dowództwie Okręgu Korpusu III w Grodnie (1928–1935), w Państwowym Urzędzie Wychowania Fizycznego i Przysposobienia Wojskowego w Warszawie (1935–1939). We wrześniu 1939 wraz z Władysławą Piechowską uzyskała w Ministerstwie Spraw Wojskowych akt powołania Kobiecych Batalionów pomocniczej służby wojskowej, co było formalną podstawą udziału tej jednostki w składzie Lwowskiej Brygady Obrony Narodowej.
Pełniła odpowiedzialne funkcje w SZP-ZWZ-AK, m.in. jako kierowniczka Wydziału Łączności Konspiracyjnej V-K KG (1944–1945). Po powstaniu wyszła z Warszawy wraz z ludnością cywilną. Ostatni stopień: zweryfikowana w 1960 jako major WP.
Po wojnie pracowała w BOS.
Spoczęła w zbiorowej mogile członkiń Przysposobienia Wojskowego Kobiet na cmentarzu Powązkowskim (kwatera 155b Pod Murem-1-2,3).

## Ordery i odznaczenia
- Krzyż Walecznych
- Złoty Krzyż Zasługi z Mieczami
- Srebrny Krzyż Zasługi (19 marca 1931)[4]
- Krzyż Armii Krajowej
- Medal Wojska